# Iron Duke (Schiff, 1914)
HMS Iron Duke war ein Schlachtschiff der britischen Royal Navy, das im Ersten Weltkrieg eingesetzt wurde und in der Skagerrakschlacht als Flaggschiff der Grand Fleet diente. Benannt war das Schiff nach Arthur Wellesley, 1. Duke of Wellington. Es war das Typschiff der nach ihm benannten Iron-Duke-Klasse.

## Geschichte
Die Iron Duke wurde am 12. Januar 1912 in Portsmouth auf Kiel gelegt, am 12. Oktober vom Stapel gelassen und am 10. März 1914 für den Einsatz in der Grand Fleet in Dienst gestellt.
Im August 1914, nach dem Ausbruch des Ersten Weltkriegs, wurde die Home Fleet als Grand Fleet reorganisiert und dem Kommando von Admiral Jellicoe unterstellt. Der größte Teil der Flotte lag kurzzeitig (22. Oktober bis 3. November) in Lough Swilly, Irland, während die Verteidigungsanlagen in Scapa Flow verstärkt wurden. Am Abend des 22. November 1914 unternahm die Grand Fleet einen erfolglosen Vorstoß in die südliche Hälfte der Nordsee, wobei die Iron Duke mit dem Hauptverband zur Unterstützung des 1. Schlachtkreuzergeschwaders von Vizeadmiral David Beatty bereitstand. Am 27. November war die Flotte zurück im Hafen von Scapa Flow. Am Abend des 23. Januar lief der größte Teil der Grand Fleet von Scapa Flow aus, um Beattys Schlachtkreuzer zu unterstützen, war jedoch zu weit entfernt, um am folgenden Tag am Gefecht auf der Doggerbank teilnehmen zu können. Vom 7. bis zum 10. März unternahm die Grand Fleet eine Aufklärungsfahrt in der nördlichen Nordsee, bei der sie Übungsmanöver durchführte. Vom 17. bis zum 19. April fanden Patrouillenfahrten statt, gefolgt von Geschützübungen vor den Shetland-Inseln am 20. und 21. April. Vom 17. bis zum 19. Mai und vom 29. bis zum 31. Mai unternahm die Grand Fleet Vorstöße in die zentrale Nordsee, ohne auf deutsche Schiffe zu stoßen. Vom 11. bis zum 14. Juni führte die Flotte erneut Geschütz- und Gefechtsübungen westlich von Shetland durch. Vom 2. bis zum 5. September unternahm die Flotte eine weitere Fahrt in der Nordsee, bei der sie Geschützübungen durchführte und verbrachte den Rest des Monats mit zahlreichen Trainingsübungen. Vom 13. bis zum 15. Oktober unternahm das Schiff zusammen mit dem Großteil der Grand Fleet einen weiteren Einsatz in der Nordsee. Fast drei Wochen später, vom 2. bis zum 5. November, nahm die Iron Duke an einer weiteren Flottenübungsoperation westlich von Orkney teil. In der Nacht zum 25. März verließen die Iron Duke und der Rest der Flotte Scapa Flow, um Beattys Schlachtkreuzer bei dem Angriff auf den deutschen Zeppelinstützpunkt in Tønder zu unterstützen. Als sich die Grand Fleet am 26. März dem Gebiet näherte, hatten sich die britischen und deutschen Streitkräfte bereits getrennt und ein starker Sturm bedrohte die kleineren Schiffe, so dass die Flotte den Befehl erhielt, zur Basis zurückzukehren. Am 21. April führte die Grand Fleet ein Ablenkungsmanöver vor Horns Riff durch, um es der Kaiserlich Russischen Marine zu ermöglichen, ihre Minenfelder in der Ostsee neu zu verlegen. Am 24. April kehrte die Flotte nach Scapa Flow zurück, erhielt dort neuen Proviant, neue Munition und neue Kohle und stach erneut in Richtung der englischen Ostküste in See, da man aufgrund von Geheimdienstberichten einen Angriff der Deutschen auf Lowestoft befürchtete, aber erst in dem Gebiet ankam, nachdem sich die Deutschen bereits zurückgezogen hatten.

### Skagerrakschlacht
In dem Versuch, einen Teil der Grand Fleet aus ihren Häfen zu locken und zu vernichten, verließ die deutsche Hochseeflotte, bestehend aus 16 Schlachtschiffen, sechs Einheitslinienschiffen und weiteren Schiffen, am frühen Morgen des 31. Mai Wilhelmshaven. Der Plan sah vor, dass Hipper mit den Schlachtkreuzern der 1. und den Leichten Kreuzern der 2. Aufklärungsgruppe Wilhelmshaven verlassen und nach Norden außer Sichtweite der dänischen Küste vorstoßen würde. Dort sollte er durch Angriffe auf die Küstenstädte ein Auslaufen von britischen Schiffen provozieren und sie in die Richtung der Hochseeflotte locken. Die nachrichtendienstliche Abteilung der britischen Admiralität Room 40 hatte den deutschen Funkverkehr mit den Operationsplänen abgefangen und entschlüsselt. Daraufhin befahl die Admiralität Jellicoe und Beatty, noch in der Nacht mit der Grand Fleet von Scapa Flow, Cromarty und Rosyth auszulaufen, um der Hochseeflotte den Weg abzuschneiden und sie zu vernichten.

Manöver der britischen (blau) und deutschen (rot) Flotte vom 31. Mai bis 1. Juni 1916

Die anfänglichen Kampfhandlungen wurden hauptsächlich von den britischen und deutschen Schlachtkreuzern geführt. Aber um 18:14 Uhr schlugen mehrere Granaten in der Nähe der Iron Duke im Wasser ein, richteten aber keinen Schaden an. Etwa fünfzehn Minuten später hatte sich die Grand Fleet der deutschen Flotte bis auf 24.000 m genähert und die Iron Duke nahm die König unter Beschuss. Gegen 19:11 Uhr eröffnete sie das Feuer auf den deutschen Kreuzer Wiesbaden. Nach dem Angriff der deutschen Zerstörer zog sich die Hochseeflotte zurück. Am Morgen des 1. Juni durchkämmte die Grand Fleet das Gebiet auf der Suche nach beschädigten deutschen Schiffen, konnte aber selbst nach mehrstündiger Suche keine finden.

### Anschließende Aktivitäten
Die Grand Fleet lief am 18. August aus, um die Hochseeflotte auf ihrem Vormarsch in die südliche Nordsee aus dem Hinterhalt anzugreifen, aber eine Reihe von Fehlmeldungen hinderte Jellicoe daran, die deutsche Flotte abzufangen, bevor sie in den Hafen zurückkehrte. Zwei leichte Kreuzer wurden während der Operation von deutschen U-Booten versenkt, was Jellicoe zu der Entscheidung veranlasste, die größeren Einheiten der Flotte südlich von 55° 30' Nord nicht zu riskieren, da es dort viele deutsche U-Boote und Minen gab. Die Admiralität stimmte dem zu und legte fest, dass die Grand Fleet nicht ausrücken würde, es sei denn, die deutsche Flotte versuchte eine Invasion Großbritanniens oder es bestand die große Möglichkeit, dass sie unter geeigneten Bedingungen zu einem Gefecht gezwungen werden könnte.
Am 22. April 1918 fuhr die Hochseeflotte zum letzten Mal nach Norden, um einen Konvoi nach Norwegen abzufangen, musste aber zwei Tage später umkehren, nachdem der Schlachtkreuzer Moltke einen Maschinenschaden erlitten hatte. Die Grand Fleet lief am 24. November von Rosyth aus, als die Operation entdeckt wurde, konnte die Deutschen aber nicht mehr einholen.

### Zwischenkriegszeit
Am 21. März wurde das Schiff dem 4. Schlachtgeschwader der Mittelmeerflotte zugeteilt und ersetzte im April die Superb als Flaggschiff. Von April bis Juni 1919 beteiligte sie sich während des russischen Bürgerkriegs an Operationen gegen die Rote Armee im Schwarzen Meer. Dabei bombardierte sie bolschewistische Stellungen in der Bucht von Kaffa im Golf von Feodossija.
Am 11. August verließ sie Alexandria in Richtung Malta, wo sie im April 1920 überholt wurde. Von Juni bis Juli 1920 nahm sie an Operationen gegen türkische Nationalisten in der Marmora-See und Istanbul (damals Konstantinopel) teil, wo sie Kräfte der türkischen Nationalisten in Beicos bombardierte.
Am 14. April 1922 verließ sie Konstantinopel in Richtung Malta und besuchte Çanakkale, Mitylene, Smyrna, Limassol, Haifa, Port Said und Alexandria. Am 12. Mai 1922 verließ sie Malta in Richtung Marseille, wo sie am 15. Mai 1922 ankam und Admiral Sir Osmond Brock Admiral Sir John de Robeck als Oberbefehlshaber ersetzte. Am 23. Mai 1922 erreichte sie Jaffa, wo am folgenden Tag einer ihrer Meldegänger beim Baden am Strand ertrank. Im Juli 1922 besuchte sie Zypern Haifa und Smyrna und erreichte Konstantinopel am 12. Juli 1922. Nach Drohungen der Griechen gegenüber der Stadt verließ sie am 31. Juli 1922 zusammen mit der Flotte Konstantinopel.
Am 3. Oktober 1922 beförderte sie Vertreter der Alliierten zur Konferenz von Mudanya und am 5. Oktober 1922 zurück nach Konstantinopel. Am 17. November 1922 landete sie mit einer bewaffneten Eskorte in Konstantinopel, um den abgesetzten Sultan Mehmed VI. zum Hafen zu eskortieren, wo er an Bord der Malaya ins Exil nach Malta gebracht wurde. Am 27. Dezember 1922, verließ sie Malta in Richtung Dardanellen und wurde im September 1924 als Flottenflaggschiff von der Queen Elizabeth abgelöst.
Am 9. März 1926 wurde sie nach gemeinsamen Übungen im Mittelmeer zur Atlantikflotte versetzt, wo sie zum Flaggschiff des neu gebildeten 3. Schlachtgeschwaders wurde. Am 15. Mai 1928 wurde sie im Mittelmeer von der Benbow als Flaggschiff des 3. Schlachtgeschwaders abgelöst. Vierzehn Tage später wurde sie zur Überholung in die Dockyard Control in Devonport überstellt. Dort wurde sie am 7. Juni 1929 für den Einsatz vor der Isle of Portland als Schulschiff in Dienst gestellt. Am 11. Juni 1931 führte sie vor Bognor Regis Schießversuche mit ihrem Schwesterschiff der Emperor of India durch, dabei wurde die Emperor of India beschädigt und musste im flachen Wasser auf Grund gesetzt werden. Am 27. Juli 1931 traf sie in Rosyth ein, wo gemäß den Bestimmungen des Londoner Flottenvertrags ein Großteil ihrer Bewaffnung entfernt wurde. Am 20. Februar 1935 wurde das Schiff in Portsmouth erneut als Schulschiff in Dienst gestellt und am 16. Juli 1935 nahm sie an der Flottenschau zu anlässlich des silbernen Thronjubiläums von König Georg V. in Spithead teil. Am 21. Mai 1936 nahm sie ihre Arbeit als Schulschiff wieder auf und nahm am 20. Mai 1937 an der Flottenschau anlässlich der Krönung von König Georg VI. in Spitehead teil.

### Zweiter Weltkrieg
Mit dem Beginn des Krieges wurde die Iron Duke nach Scapa Flow verlegt, wo sie als schwimmende Flugabwehrplattform diente. Am 17. Oktober 1939 – die Iron Duke lag an Boje „C“ in etwa 10 Faden Wasser – wurde Scapa Flow gegen 10:33 Uhr von vier Junkers Ju 88 des Kampfgeschwaders 30 aus einer Höhe von 470 m angegriffen. Eine 500 kg-Bombe schlug in einiger Entfernung der Iron Duke an Backbord voraus ins Wasser ein. Eine zweite Bombe fiel an Backbord querab ins Wasser. Der Hauptschaden im Kesselraum C scheint durch diese zwei Bomben verursacht worden zu sein. Es ist möglich, dass diese Bomben die Schiffsseite in der Nähe der Bilge berührten, bevor sie explodierten.
Das Schiff krängte schnell 20 bis 25° nach Backbord. Da die Schotten des Hauptdecks geöffnet waren, wurde ein Großteil des Schiffes überflutet. Als die Angreifer abgedreht waren, wurden die Ankertaue gelöst und das Schiff von Schleppern ins flache Wasser der Ore Bucht gezogen. Das Schiff wurde etwa 40 Minuten nach dem Angriff und etwa eine Stunde vor der einsetzenden Flut mit der beschädigten Seite zum Ufer hin auf Strand gesetzt. Die Schlepper blieben bis etwa eine Stunde nach der Flut, um das Schiff annähernd parallel zum Ufer zu bringen und es vorn und achtern auf Grund zu setzen. Mit abnehmender Flut richtete sich das Schiff langsam auf, wobei es merklich schwankte und schließlich eine Krängung von 3 bis 4° nach Steuerbord annahm. Das Schiff wurde durch zwei von Metal Industries gelieferte 7-Tonnen-Anker gesichert. Bei der nächsten Flut wurden weitere Anstrengungen unternommen, um das Heck weiter in Richtung Strand zu bringen. Am 17. Oktober meldeten Taucher, dass das Schiff voraus bis etwa zum hinteren Ende des Maschinenraums auf Grund gelaufen war. Nach dem Abdichten des Rumpfes wurde die gesamte Bewaffnung ausgebaut und die Iron Duke bis zum Kriegsende als Depotschiff verwendet. Als solches wurde sie am 16. März 1940 bei einem Angriff der KG 26 und der KG 30 in Scapa Flow erneut von Bomben getroffen. Im Februar 1946 wurde sie dann gehoben, an Metal Industries verkauft und am 19. August 1946 abgewrackt.

## Technik
Das Schiff hatte eine Gesamtlänge von 189,80 m, eine Breite von 27,40 m und einen Tiefgang von 8,99 m. Die Verdrängung lag zwischen 25.401 t und 30.030 t.

### Antrieb
Die Iron Duke war mit vier Parsonsturbinen ausgestattet, die jeweils eine Welle antrieben und insgesamt 29.000 Shp (22.000 kW) entwickelten, mit denen sie eine Höchstgeschwindigkeit von 21,2 Knoten (39,4 km/h) erreichte. Der Dampf wurde von achtzehn Babcock-&-Wilcox-Wasserrohrkesseln geliefert. Das Schiff konnte maximal 3302 t Kohle oder 1066 t Heizöl mitführen, was ihm bei 10 Knoten (19 km/h) eine Reichweite von 7.800 Seemeilen (14.446 km) ermöglichte. Die Besatzung des Schiffes bestand aus 995 Offizieren und Mannschaft in Friedenszeiten und aus 1.022 im Krieg.

### Bewaffnung
Die Hauptbewaffnung der Iron Duke bestand aus zehn 343-mm-Geschützen in fünf Zwillingsgeschütztürmen, die alle auf der Mittellinie montiert waren. Die Geschütze waren auf Mk-II**-Lafetten mit einem Seitenrichtbereich von 30° bis 150° montiert. Die Kanonen selbst wogen 76 t und hatten bei einer maximalen Elevation von 20° und einer Mündungsgeschwindigkeit von 759 m/s eine Reichweite von 21.710 m. Sie verschossen 635 kg schwere Granaten mit einer Kadenz von etwa zwei Schuss pro Minute. Die Kanone verschoss eine Vielzahl von Geschossen, darunter auch hochexplosive und panzerbrechende Munition. Die Geschütze wurden mit MD45-Treibladungen mit einem Gewicht von 135 kg geladen. Damit konnte die Kanone bei einer Reichweite von 9.144 m bis zu 318 mm Krupp-Zementstahl durchschlagen.
Die Sekundärbewaffnung bestand aus zwölf 152-mm-Geschützen, die in Kasematten im Rumpf um die vorderen Aufbauten herum angeordnet waren. Die Geschütze waren auf Mk-PVII-Lafetten mit einem Seitenrichtbereich von −80 bis +80 Grad montiert. Die Kanonen selbst wogen 7,5 t und hatten bei einer maximalen Elevation von 20° und einer Mündungsgeschwindigkeit von 784 m/s eine Reichweite von 13.350 m. Sie verschossen 45 kg schwere Granaten mit einer Kadenz von etwa fünf bis sieben Schuss pro Minute. Die Geschütze wurden mit MD26-Treibladungen mit einem Gewicht von 10,5 kg versehen, womit die Kanone bei einer Reichweite von 2.740 m 51 mm Krupp-Zementstahl durchschlagen werden konnte. Zur Verteidigung gegen Torpedoboote hatte das Schiff vier 47-mm-3-Pfünder-Hotchkiss-Schnellfeuergeschütze und zur Flugabwehr zwei 76-mm-Schnellfeuergeschütze in den Aufbauten achtern. Die Kanonen hatten einen Seitenrichtbereich von 360° und ein Gewicht von 1 t. Bei einer maximalen Elevation von 45° und einer Mündungsgeschwindigkeit betrug die Reichweite 9.970 m. Die Kanone verschoss 5,67 kg schwere Granaten mit einer Kadenz von 12 bis 14 Schuss pro Minute
 Zusätzlich war die Marlborough mit vier versenkten 533-mm-Torpedorohren ausgestattet, zwei auf jeder Breitseite. Sie verschoss Mk-II-Torpedos mit einem 234 kg schweren Sprengkopf. Er hatte bei einer Geschwindigkeit von 31 kn (57 km/h) eine Reichweite von 9.830 m.

### Panzerung
Die Iron Duke hatte einen Panzergürtel aus Krupp-Zementstahl, der sich von der vorderen Barbette bis zur Barbette achtern erstreckte. Mittschiffs war er 305 mm dick und verjüngte sich zum Bug und Heck auf 102 mm. Darüber verlief ein 203 mm starker Plankengang über die gleiche Länge wie der Hauptgürtel. Die Barbetten waren über dem Oberdeck an den Außenflächen 254 mm und an den Innenflächen 228 mm dick. Unter dem Oberdeck verjüngten sie sich auf 203 und 101 mm. Die Geschütztürme waren rundherum mit 280 mm und auf den Dächern mit 76 mm gepanzert. Das Schiff hatte drei gepanzerte Decks mit einer Dicke von 25 bis 65 mm.